# Wannée kookboek

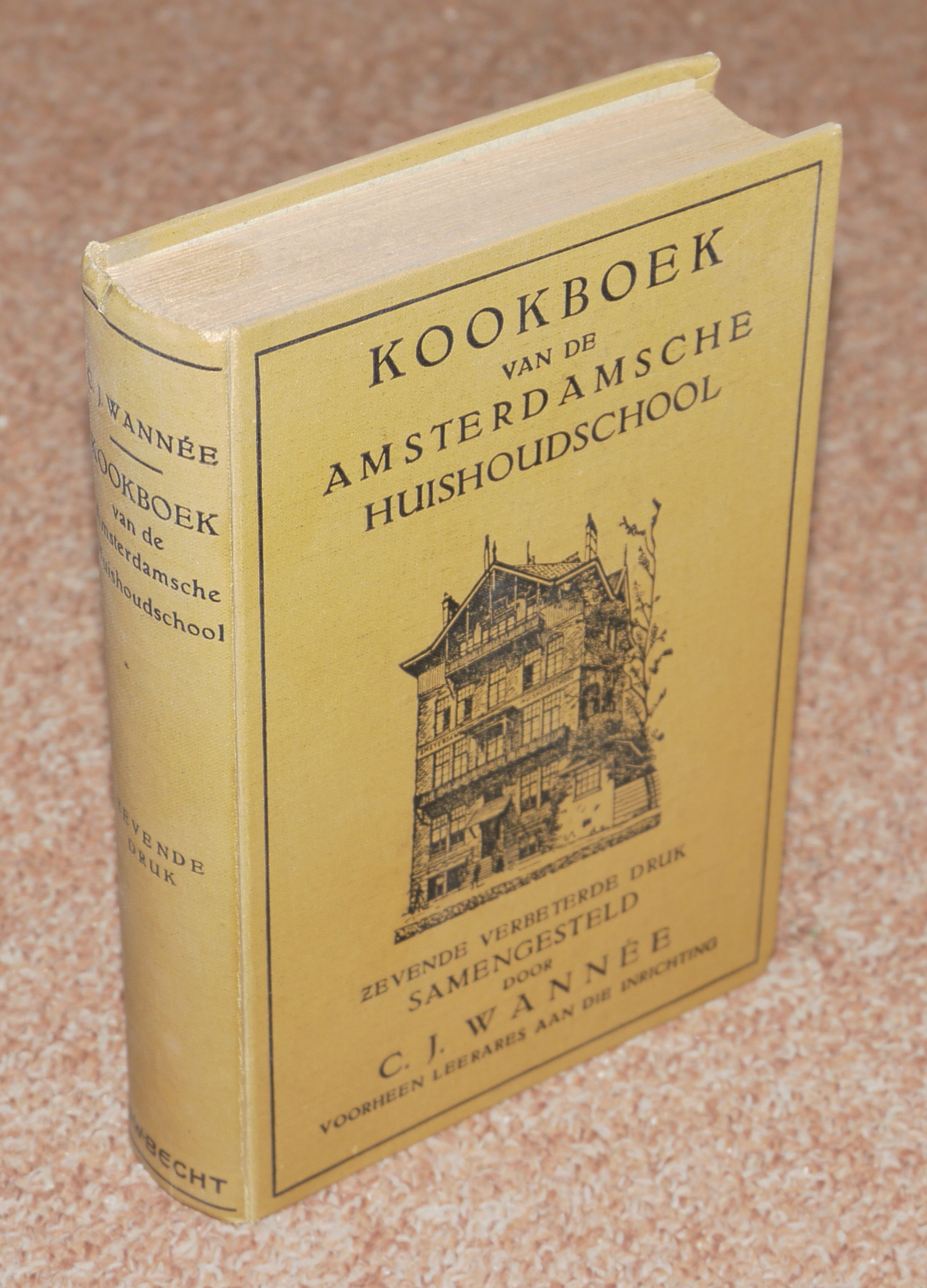
Wannée-kookboek (7e druk), met op de omslag een tekening van de Amsterdamse huishoudschool

Het Wannée kookboek, het Kookboek van de Amsterdamsche huishoudschool, of kortweg het Amsterdams kookboek is een klassiek kookboek voor de Nederlandse keuken. Sinds de eerste uitgave van 1910 is het meer dan dertig keer herdrukt.

## Geschiedenis
Het kookboek was oorspronkelijk geschreven als lesboek voor de Amsterdamse Huishoudschool. Daar werden meisjes (de school stond niet open voor jongens) voorbereid op een beroep als huishoudster of dienstbode, of voorbereid op hun klassieke rol als huisvrouw. De maatschappelijke standen- en klassenscheiding van de tijd werkte door tot in het onderwijs, met klassen voor leerlingen afkomstig uit verschillende sociale milieus.
Sociaal bewust stelde Cornelia Wannée (1880–1932) een kookboek samen met recepten voor de zogenaamde volkspot, burgerpot en de fijne keuken. Tien jaar later waren er al veertigduizend exemplaren verkocht. Doordat het kookboek bij elke herdruk aangepast is aan de smaak van de tijd en de nieuwste inzichten van de voedingsleer, is het onverminderd populair gebleven. Door het Amsterdamse VOC-handelsverleden, kenmerkt het Wannée Kookboek zich door een rijk gebruik aan specerijen.